# Ким Джэсон
Ким Джэсон (кор. 김재성?, 金在成?; 3 октября 1983, Южная Корея) — южнокорейский футболист, игравший на позиции полузащитника. В 2010—2012 годах выступал за сборную Южной Кореи, участник чемпионата мира 2010 года.

## Карьера
Ким Джэсон окончил ту же футбольную академию, что и другой южнокорейский футболист Пак Чи Сон.
Ким Джэсон дебютировал за сборную Южной Кореи 9 января 2010 года в товарищеском матче против сборной Замбии. Ким попал в заявку сборной Южной Кореи на чемпионат мира 2010 года, где сыграл два матча против сборной Греции и сборной Нигерии, выходя на замену в конце матча.

## Голы за сборную
| № | Дата            | Место  | Соперник | Счёт  | Результат | Соревнование                    |
| - | --------------- | ------ | -------- | ----- | --------- | ------------------------------- |
| 1 | 22 января 2010  | Малага | Латвия   | 1 гол | 1:0       | Товарищеский матч               |
| 2 | 14 февраля 2010 | Токио  | Япония   | 1 гол | 3:1       | Чемпионат Восточной Азии — 2010 |